# Diritti umani in Egitto
I diritti umani in Egitto sono garantiti dalla costituzione egiziana ai sensi dei vari articoli del Capitolo 3. Il paese è anche parte di numerosi trattati internazionali sui diritti umani, tra cui il Patto internazionale sui diritti civili e politici e il Patto internazionale sui diritti economici, sociali e culturali. Tuttavia, lo stato dei diritti umani nel paese è stato criticato sia in passato che nel presente, soprattutto da organizzazioni straniere per i diritti umani come Amnesty International e Human Rights Watch, sebbene il governo egiziano ha spesso respinto tali critiche. Secondo i gruppi per i diritti umani, ci sono circa 60.000 prigionieri politici in Egitto. Durante i violenti scontri che seguirono come parte di una manifestazione del 2013, fino a 900 manifestanti furono uccisi e il 14 agosto 2013 divenne il giorno in cui si verificarono più morti nella storia moderna dell'Egitto.

## Valutazioni dei diritti e della libertà
Nel 2020, Freedom House ha classificato l'Egitto come "Non libero" nel suo rapporto annuale Freedom in the World. Freedom House ha dato all'Egitto un punteggio di "Diritti politici" di 7/40 e un punteggio di "Libertà civili" di 14/60, con un punteggio totale di 21/100.  Lo stesso anno, Reporter senza frontiere ha classificato l'Egitto al 166 ° posto nel suo annuale Indice della libertà di stampa.
Per ulteriori informazioni su questa classificazione e su come viene determinata, controllare l'Elenco degli indici di libertà